# Mansuphantes arciger
Mansuphantes arciger är en spindelart som först beskrevs av Kulczynski 1882.  Mansuphantes arciger ingår i släktet Mansuphantes och familjen täckvävarspindlar. Inga underarter finns listade i Catalogue of Life.